# Diplom-Jurist

Diplomurkunde der Universität Kiel

Diplom-Jurist (Dipl.-Jur.) ist ein akademischer Grad, der einerseits in der Bundesrepublik Deutschland von vielen Universitäten an ihre Absolventen nach bestandener Erster Juristischer (Staats-)Prüfung verliehen wird und der andererseits in der DDR den Regelabschluss für ein rechtswissenschaftliches Studium darstellte.

## DDR
In der DDR war der Grad des Diplomjuristen seit den 1960er Jahren der Regelabschluss eines rechtswissenschaftlichen Studiums und stellte bereits den zur Ausübung des Richteramtes berechtigenden Abschluss dar.
Des Weiteren wurde der akademische Grad eines Diplomjuristen auch von der Hochschule des Ministeriums für Staatssicherheit in Potsdam-Eiche verliehen. Ein Abschluss dieser Hochschule berechtigt in Deutschland nicht zur Ausübung einer Tätigkeit als Rechtsanwalt, Staatsanwalt oder Richter, die Führung des akademischen Grades ist nach Art. 37 Abs. 1 Einigungsvertrag hingegen erlaubt.

## Bundesrepublik
Der akademische Grad Diplom-Jurist/in (Dipl.-Jur.) wird heute in Deutschland von vielen Juristischen Fakultäten bzw. Fachbereichen der Hochschulen nach bestandener Erster juristischer Prüfung bzw. bestandener Hochschulprüfung auf Antrag der Absolventen oder automatisch verliehen. Teilweise wird die Diplomierung von weiteren Bedingungen abhängig gemacht, beispielsweise an der Universität Kiel und an der Universität Hannover davon, ob neben der bestandenen ersten juristischen Prüfung auch mindestens ein Seminarschein an der betreffenden rechtswissenschaftlichen Fakultät erworben wurde. Als Grund für die Diplomierung wird die ansonsten im Vergleich zu juristischen Absolventen anderer Staaten bzw. im Vergleich zu Universitätsabsolventen anderer Fächer, die mit Abschluss des Studiums einen akademischen Grad erwerben, bestehende Chancenungleichheit geltend gemacht. Seitens der Universitäten wird häufig geltend gemacht, die Diplomierung solle den wissenschaftliche Charakter des absolvierten Jurastudiums unterstreichen. Die meisten dieser Fakultäten verleihen den Grad auch noch nachträglich und auf Antrag für frühere Absolventen des Ersten Staatsexamens oder der ersten juristischen Prüfung.
Durch die Einführung der neuen Bachelor- und Masterabschlüsse wurden in den meisten Bundesländern die bisherigen Diplom- und Magisterabschlüsse ersetzt. Gleichzeitig sehen die meisten Landeshochschulgesetze die Möglichkeit vor, staatliche und kirchliche Abschlüsse mit einem akademischen Abschlussgrad zu versehen. Einige Universitäten haben daraufhin ihr Konzept der Graduierung von Juristen überarbeitet.
Alternativ zum Grad Diplom-Jurist verleihen manche Fakultäten nach erfolgreichem Ersten Staatsexamen den Grad eines Magister juris (Mag. jur.), so z. B. diese der Universitäten Konstanz (Mag. jur.) und zu Köln (Magister iuris (Universität zu Köln)). Ferner wird von manchen Fakultäten der Grad des Jurist (Univ.) verliehen. Um Verwechselungen vorzubeugen, ist aber zu beachten, dass die Universität Hamburg den akademischen Grad des Magister Juris als eigenständigen Abschluss angeboten hatte. Die Universität Münster verleiht stattdessen den Grad „Master Iuris (M.Iur.)“, der wiederum nicht mit dem postgraduierten Master of Laws (LL.M.) verwechselt werden sollte.
An der Justus-Liebig-Universität Gießen kann der Grad eines Magister Juris Internationalis erworben werden. Dieser Magisterstudiengang stellt einen eigenständigen Studiengang dar, der unter anderem einen einjährigen Studienaufenthalt im Ausland voraussetzt und dessen Anforderungen über die des ersten Staatsexamens hinausgehen.
Vom akademischen Grad Diplom-Jurist/in (Dipl.-Jur.) ist die Bezeichnung als Wirtschaftsjurist abzugrenzen. Der akademische Grad Diplom-Wirtschaftsjurist/in (Dipl. jur. oec.) bzw. Diplom-Wirtschaftsjurist/in (FH) wird nach Abschluss eines eigenständigen Studiums vergeben. Dieser Studiengang entstand ursprünglich an Fachhochschulen, es gibt ihn aber mittlerweile auch an zahlreichen Universitäten, beispielsweise in Erlangen/Nürnberg oder Augsburg. Aufgrund des Bologna-Prozesses werden die meisten Diplom-Studiengänge und -Titel inzwischen aber nur mehr im Rahmen von Übergangsregelungen vergeben und durch Master-Studiengänge bzw. -Titel ersetzt.
Die neu geschaffenen akademischen Grade ermöglichen weder die Zulassung zur Rechtsanwaltschaft, noch enthalten sie die unmittelbare Laufbahnbefähigung für den höheren nichttechnischen Verwaltungsdienst. Die meisten Diplomjuristen sind demnach für den Berufseinstieg im juristischen Bereich weiterhin auf die Absolvierung des Rechtsreferendariats angewiesen. Tätigkeiten in der Wirtschaft bzw. im nicht-juristischen höheren Dienst sind hingegen möglich.